# AS Moulins
Association Sportive Moulins is een Franse voetbalclub uit Moulins. De club werd opgericht in 1927. De thuiswedstrijden worden in het Stade Hector Rolland gespeeld, dat plaats biedt aan 3.500 toeschouwers. De clubkleuren zijn blauw-wit.
De club speelde lange tijd, met enkele uitzonderingen op regionaal niveau. Van 1979 tot 1991 speelde de club in de vierde klasse. Na een korte terugkeer tussen 1992 en 1994 duurde het tot 2000 voor de club terug naar het nationale niveau keerde. Na zestien jaar degradeerde de club opnieuw uit de nationale reeksen. Hierna werd de club een liftploeg tussen de laagste nationale reeks en de hoogste regionale. 